# Max Gablonsky
Max Gablonsky (* 1. Januar 1890 in München; † 16. Juli 1969), auch „Gaberl“ genannt, war ein deutscher Fußballspieler und Leichtathlet.

## Karriere

### Vereine
19-jährig trat Gablonsky dem FC Bayern München bei und nahm die Position des Rechtsaußen ein; seine Schnelligkeit machte ihn zu einem herausragenden Stürmer. Am Ende seiner Premierensaison gewann der mit der Mannschaft 1910 sowohl die Bayerische als auch die Südbayerische Meisterschaft und belegte mit ihr in der Endrunde um die süddeutsche Meisterschaft den zweiten Platz hinter dem Karlsruher FV. In seiner zweiten Spielzeit wiederholte er mit der Mannschaft beide Erfolge aus dem Vorjahr. Darüber hinaus gehörte er der Verbandsauswahl Süddeutschlands an, die am 13. November 1910 im Halbfinale des Kronprinzenpokals die Verbandsauswahl Berlins mit 3:1 bezwang.
Im Finale, das mit 2:4 n. V. gegen die Verbandsauswahl Norddeutschlands verloren wurde, spielte allerdings der Karlsruher Karl Wegele, in dem er einen großen Konkurrenten hatte.
Nach seiner aktiven Zeit beim FC Bayern München, für den er bis 1922 über 500-mal als Rechtsaußen aktiv war, ließ er sich als Oberbaurat in Duisburg nieder und beendete nach zwei Spielzeiten für den Duisburger SpV 1924 seine aktive Fußballerkarriere.

### Nationalmannschaft
Am 16. Mai 1910 verlor die A-Nationalmannschaft in Duisburg mit 0:3 gegen die Auswahl Belgiens. Mit seinem Debüt in diesem Vergleich wurde Gablonsky der erste Nationalspieler des FC Bayern München und neben Mittelstürmer Fritz Fürst und Torhüter Ludwig Hofmeister einer von dreien des Vereins vor dem Ersten Weltkrieg.
Die organisatorischen Mängel im Vorfeld des Länderspiels – am Tag zuvor hatte in Köln das Finale um die deutsche Meisterschaft zwischen dem Karlsruher FV und Holstein Kiel stattgefunden – wie fehlende Zeit zur Vorbereitung, fehlende DFB-Offizielle, fehlende Akteure der Endspielmannschaften und das Eintreffen von nur acht Spielern in Duisburg eine Stunde vor Spielbeginn – brachten es mit sich, dass die belgischen Spieler die Begegnung gegen die „aus dem Zuschauerumfeld aufgefüllte Nationalmannschaft“ (Alfred Berghausen, Andreas Breynck, Lothar Budzinski-Kreth und Peco Bauwens) mit 3:0 Toren gewannen. Für alle vier blieb es das einzige Länderspiel, das sie absolvierten.
Am 26. März 1911 bestritt Gablonsky in Stuttgart sein zweites Länderspiel. Beim 6:2-Sieg über die Auswahl der Schweiz erzielte er als Rechtsaußen an der Seite von Fritz Förderer, Gottfried Fuchs und Eugen Kipp mit dem Treffer zum Endstand in der 90. Minute sein einziges Länderspieltor, das in den DFB-Statistiken bis 2011 irrtümlich Gottfried Fuchs zugeschrieben wurde. Erst auf Initiative seines Sohnes Hans Georg († 25. Januar 2018) und der des FC Bayern München änderte der Deutsche Fußball-Bund im September 2011 – nach 100 Jahren! – die Statistik. Er ist damit nicht nur der erste Spieler des FC Bayern München der zu Länderspielehren kam, sondern zugleich auch der Erste, dem ein Länderspieltor gelang.
Am 9. Oktober 1911, bei der 1:2-Niederlage gegen die Auswahl Österreichs in Dresden, und am 29. Oktober 1911, bei der 1:3-Niederlage gegen die Auswahl Schwedens in Hamburg, bestritt er seine letzten beiden Länderspiele für den DFB.

## Sonstiges
Als hervorragender Leichtathlet gehörte er dem Kader der deutschen 4-mal-100-Meter-Staffel an, der bei den Olympischen Spielen 1912 in Stockholm für den Wettbewerb vorgesehen war; sein Studium an der Technischen Hochschule zwang ihn aber dann zum Verzicht auf die Teilnahme.
Anlässlich des 25-jährigen Bestehens des FC Bayern München wurde Gablonsky mit der Silbernen Jubiläums-Ehrennadel geehrt.
Zum 1. Mai 1933 trat er der NSDAP bei (Mitgliedsnummer 2.915.341).